# Hans Tilkowski
Hans Tilkowski (Dortmund-Husen, 1935. július 12. – 2020. január 5.) világbajnoki ezüstérmes nyugatnémet válogatott német labdarúgó, kapus, edző.

## Pályafutása

### Klubcsapatban
1946-ban a VfL Husen 19 csapatában kezdte a labdarúgást, majd 1949-től a SuS Kasierau korosztályos csapatában folytatta. Itt mutatkozott be az első csapatban 1953-ban. 1955 és 1962 között a Westfalia Herne együttesében védett és 18 alkalommal szerepelt ebben az időszakban a nyugatnémet válogatottban. 1963 és 1967 között a Borussia Dortmund játékosaként 81-szer szerepelt élvonalbeli Bundesliga mérkőzésen és 21-szer a nyugatnémet válogatottban. A dortmundi csapattal 1965-ben nyugatnémet kupát, 1966-ban kupagyőztesek-Európa-kupáját nyert. Utolsó klubja az Eintracht Frankfurt volt, ahol 1970-ig 40 bajnoki mérkőzésen védett. 1965-ben az év német labdarúgójának választották.

### A válogatottban
1957 és 1967 között 39 alkalommal szerepelt a nyugatnémet válogatottban. Részt vett az 1962-es világbajnokságon Chilében Wolfgang Fahrian tartalékjaként. Tagja volt az 1966-os világbajnoki ezüstérmes csapatnak Angliában.

### Edzőként
1970 és 1981 között edzőként tevékenykedett. Először a Werder Bremen, majd a TSV 1860 München következett. 1973 és 1976 között az 1. FC Nürnberg vezetőedzője volt. Az 1976–77-es idényben visszatért Werder Bremenhez, majd 1978-ban az 1. FC Saarbrücken szakmai munkáját irányította. 1981-ben a görög AÉK vezetőedzője volt.

## Sikerei, díjai
- Az év német labdarúgója: 1965

 NSZK
- Világbajnokság
  - ezüstérmes: 1966, Anglia

 Borussia Dortmund
- Nyugatnémet bajnokság (Bundesliga)
  - 2.: 1965–66
- Nyugatnémet kupa (DFB-Pokal)
  - győztes: 1965
- Kupagyőztesek Európa-kupája (KEK)
  - győztes: 1965–66